# 닛케이 평균주가

닛케이 225 지수 추이. 왼쪽에 산을 쌓은 지점은 일본의 버블경제 시절이다.

닛케이 평균주가(일본어: 日経平均株価 혹은 日経225N / Nikkei 225), 약칭 닛케이 평균(日経平均) 또는 닛케이 225는 도쿄 증권거래소의 주요 주가 지수이다. 닛케이 지수는 1971년 이래로 니혼케이자이 신문이 거의 매일 산출해내고 있다.
닛케이 225는 1950년 9월 7일부터 산출되기 시작하였다. 1949년 5월 16일을 소급 기점으로 친다. 1985년 5월 1일에 닛케이 평균주가로 명명되었다.
닛케이 225 선물 지수는 오사카 증권거래소, 시카고 상품 거래소(CME), 싱가포르 증권거래소(SGX) 등에서 거래되고 있으며, 국제적으로 주요한 선물 지수의 하나로 간주되고 있다.
도쿄 증권거래소의 다른 주요 주가 지수로서는 토픽스가 있다.
2024년 2월 22일, 34년 2개월만에 최고치를 갱신하였다.
2024년 3월 4일, 종가 4만 포인트를 돌파하였다.

## 개요
닛케이 평균 주가는 도쿄 증권거래소 제1부 상장 종목 중 거래가 활발하고 유동성이 높은 225개 종목을 선정하며, 다우 평균 주가 지수형 방식을 바탕으로 하는 계산 방법으로 수정 평균을 산출한다. 평일 매일 갱신된다 (연말 연시 기간을 제외). 업종의 밸런스 등도 고려하면서 정기적으로 교체한다. 주식 분할 등의 시 분모 수정 등 연속성을 유지하도록 하고 있다.

## 225 종목 목록

### 식품 (11개)
- 기린 홀딩스
- 니치레이
- 닛폰햄
- 닛신 제분그룹 본사
- 메이지 홀딩스
- 삿포로 홀딩스
- 아사히그룹 홀딩스
- 아지노모토
- 일본담배산업
- 깃코만
- 타카라 홀딩스

### 섬유 (5개)
- 닛신보 홀딩스
- 유니티카
- 토요보
- 도레이
- 테이진

### 펄프·종이 (3개)
- 오지 홀딩스
- 일본제지
- 호쿠에쓰 키슈 제지

### 화학 공업 (18개)
- 닛산 화학공업
- 닛토덴코
- 닛폰 소다
- 덴카
- 미쓰비시 케미컬 홀딩스
- 미쓰이화학
- 쇼와덴코
- 스미토모화학
- 시세이도
- 신에쓰 화학공업
- 아사히 카세이
- 우베코산
- 일본화약
- 쿠라레
- 카오
- 토소
- 도쿠야마
- 후지필름 주식회사

### 의약품 (8개)
- 다이이치산쿄
- 다케다 약품공업
- 다이닛폰 스미토모 제약
- 시오노기 제약
- 아스테라스 제약
- 에이사이
- 추가이 제약
- 쿄와 하코 기린

### 고무 (2개)
- 브리지스톤
- 요코하마 고무

### 석유 (2개)
- JX홀딩스
- 쇼와쉘석유

### 요업 (8개)
- TOTO
- 도카이 카본
- 스미토모 오사카 시멘트
- AGC주식회사
- 일본 가이시
- 일본전기초자
- 일본판유리
- 타이헤이요 시멘트

### 철강 산업 (5개)
- JFE홀딩스
- 고베 제강
- 닛신 제강
- 다이헤이요 금속
- 신일철주금

### 비철 금속 및 금속 제품 (12개)
- SUMCO
- DOWA 홀딩스
- 미쓰비시 마티리얼
- 미쓰이 금속광업
- 스미토모 금속광산
- 스미토모 전기공업
- 일본 경금속 홀딩스
- 토호 아연
- 토요 세이칸 그룹 홀딩스
- 후루카와 기계금속
- 후루카와 전기공업
- 후지쿠라

### 기계 (16개)
- IHI
- NTN
- 고마쓰 제작소
- 다이킨 공업
- 미쓰비시 중공업
- 스미토모 중공업
- 아마다 홀딩스
- 에바라 제작소
- 오쿠마
- 일본정공
- 일본제강소
- 제이텍트
- 치요다화공건설
- 쿠보타
- 히타치 건기
- 히타치 조선

### 전기 기기 (29개)
- GS 유아사 코퍼레이션
- SCREEN 홀딩스
- TDK
- 교세라
- 닛폰 전기
- 다이요유덴
- 덴소
- 도시바
- 도쿄 일렉트론
- 리코
- 메이덴샤
- 미네베라
- 미쓰미 전기
- 미쓰비시 전기
- 샤프
- 소니
- 카시오
- 알프스 전기 주식회사
- 야스카와 전기
- 아드반테스트
- 오키 전기공업
- 요코가와 전기
- 캐논
- 파나소닉
- 파이오니아
- 후지전기
- 후지쯔
- 파낙
- 히타치 제작소

### 조선 (2개)
- 가와사키 중공업
- 미쓰이 조선

### 자동차·자동차 부품 (9개)
- 닛산 자동차
- 마쓰다
- 미쓰비시 자동차
- 스즈키
- 이스즈 자동차
- 토요타 자동차
- 혼다
- 후지 중공업
- 히노 자동차

### 정밀 기기 (5개)
- 니콘
- 시티즌 홀딩스
- 올림푸스
- 코니카미놀타 홀딩스 주식회사
- 테루모

### 기타 제조 (3개)
- 다이닛폰 인쇄
- 야마하
- 톳판 인쇄

### 수산 (2개)
- 마루하 니치로
- 일본수산

### 광업 (1개)
- 국제석유개발제석

### 건설 (9개)
- 닛키
- 다이와하우스 공업
- 세키스이하우스
- 시미즈 건설
- 오바야시구미
- 코무시스 홀딩스
- 타이세이 건설
- 카지마 건설
- 하세코 코퍼레이션

### 상사 (7개)
- 마루베니
- 미쓰비시 상사
- 미쓰이물산
- 스미토모 상사
- 소지쓰
- 이토추 상사
- 토요타 통상

### 소매업 (8개)
- J. 프론트 리테일링
- 마루이 그룹
- 미쓰코시 이세탄 홀딩스
- 세븐&아이 홀딩스
- 유니 그룹 홀딩스
- 이온
- 타카시마야
- 패스트 리테일링

### 은행 (11개)
- 리소나 홀딩스
- 미쓰이 스미토모 트러스트 홀딩스
- 미쓰비시UFJ파이낸셜 그룹
- 미쓰이스미토모 파이낸셜 그룹
- 미즈호 파이낸셜 그룹
- 시즈오카 은행
- 신세이 은행
- 아오조라 은행
- 요코하마 은행
- 지바 은행
- 후쿠오카 파이낸셜 그룹

### 증권 (3개)
- 노무라 홀딩스
- 다이와 증권그룹
- 마쓰이 증권

### 보험 (6개)
- MS&AD 인슈러런스 그룹 홀딩스
- T&D 홀딩스
- 다이이치 생명보험
- 도쿄해상 홀딩스
- 소니 파이낸셜 홀딩스
- 손포재팬 닛폰코아 홀딩스

### 기타 금융 (1개)
- 크레디 세존

### 부동산 (5개)
- 도쿄 건물
- 도큐 부동산홀딩스
- 미쓰비시지쇼
- 스미토모 부동산
- 헤이와 부동산

### 철도·버스 (8개)
- 게이세이 전철
- 게이오 전철
- 도부 철도
- 도카이여객철도
- 도쿄 급행 전철
- 동일본여객철도
- 서일본여객철도
- 오다큐 전철

### 육상 운송 (2개)
- 야마토 홀딩스
- 일본통운

### 해운 (3개)
- 가와사키 기선
- 상선 미쓰이
- 일본우선

### 항공 운수 (1개)
- ANA홀딩스

### 창고 및 운송 관련 (1개)
- 미쓰비시 창고

### 정보·통신 (6개)
- KDDI
- NTT 데이터
- NTT 도코모
- 소프트뱅크
- 스카이퍼펙트 JSAT홀딩스
- 일본전신전화

### 전력 (3개)
- 간사이 전력
- 도쿄 전력
- 주부 전력

### 가스 (2개)
- 도쿄 가스
- 오사카 가스

### 서비스업 (8개)
- DeNA
- 덴츠
- 도호
- 도쿄 돔
- 세콤
- 야후! 재팬
- 코나미
- 트렌드마이크로

## 역대 닛케이 225 지수
| 연도 | 연말종가 | 등락률 (%) |
| 1914 | 21.12    |            |
| 1915 | 32.10    | 51.99      |
| 1916 | 41.61    | 29.63      |
| 1917 | 41.40    | -0.50      |
| 1918 | 42.21    | 1.96       |
| 1919 | 53.63    | 27.06      |
| 1920 | 27.44    | -48.83     |
| 1921 | 28.88    | 5.25       |
| 1922 | 23.97    | -17.00     |
| 1923 | 22.83    | -4.76      |
| 1924 | 24.45    | 7.10       |
| 1925 | 27.96    | 14.36      |
| 1926 | 27.25    | -2.54      |
| 1927 | 25.82    | -5.25      |
| 1928 | 25.65    | -0.66      |
| 1929 | 21.32    | -16.88     |
| 1930 | 16.82    | -21.11     |
| 1931 | 16.28    | -3.21      |
| 1932 | 30.33    | 86.30      |
| 1933 | 34.12    | 12.50      |
| 1934 | 32.30    | -5.33      |
| 1935 | 33.76    | 4.52       |
| 1936 | 35.94    | 6.46       |
| 1937 | 37.33    | 3.87       |
| 1938 | 33.66    | -9.83      |
| 1939 | 44.96    | 33.57      |
| 1940 | 37.42    | -16.77     |
| 1941 | 42.44    | 13.42      |
| 1942 | 42.71    | 0.64       |
| 1943 | 42.11    | -1.40      |
| 1944 | 41.82    | -0.69      |
| 1945 | 40.53    | -3.08      |
| 1946 | 28.72    | -29.14     |
| 1947 | 39.31    | 36.87      |
| 1948 | 72.84    | 85.30      |
| 1949 | 109.91   | 50.89      |
| 1950 | 101.91   | -7.28      |
| 1951 | 166.06   | 62.95      |
| 1952 | 362.64   | 118.38     |
| 1953 | 377.95   | 4.22       |
| 1954 | 356.09   | -5.78      |
| 1955 | 425.69   | 19.55      |
| 1956 | 549.14   | 29.00      |
| 1957 | 474.55   | -13.58     |
| 1958 | 666.54   | 40.46      |
| 1959 | 874.88   | 31.26      |
| 1960 | 1356.71  | 55.07      |
| 1961 | 1432.60  | 5.59       |
| 1962 | 1420.43  | -0.85      |
| 1963 | 1225.10  | -13.75     |
| 1964 | 1216.55  | -0.70      |
| 1965 | 1417.83  | 16.55      |
| 1966 | 1452.10  | 2.42       |
| 1967 | 1283.47  | -11.61     |
| 1968 | 1714.89  | 33.61      |
| 1969 | 2358.96  | 37.56      |
| 1970 | 1987.14  | -15.76     |
| 1971 | 2713.74  | 36.57      |
| 1972 | 5207.94  | 91.91      |
| 1973 | 4306.80  | -17.30     |
| 1974 | 3817.22  | -11.37     |
| 1975 | 4358.60  | 14.18      |
| 1976 | 4990.85  | 14.51      |
| 1977 | 4865.60  | -2.51      |
| 1978 | 6001.85  | 23.35      |
| 1979 | 6569.47  | 9.46       |
| 1980 | 7116.38  | 8.33       |
| 1981 | 7681.84  | 7.95       |
| 1982 | 8016.67  | 4.36       |
| 1983 | 9893.82  | 23.42      |
| 1984 | 11542.60 | 16.66      |
| 1985 | 13113.32 | 13.61      |
| 1986 | 18701.30 | 42.61      |
| 1987 | 21654.00 | 15.31      |
| 1988 | 30159.00 | 39.86      |
| 1989 | 38915.87 | 29.04      |
| 1990 | 23848.71 | -38.72     |
| 1991 | 22983.77 | -3.63      |
| 1992 | 16924.95 | -26.36     |
| 1993 | 17417.24 | 2.91       |
| 1994 | 19723.06 | 13.24      |
| 1995 | 19868.15 | 0.74       |
| 1996 | 19361.35 | -2.55      |
| 1997 | 15258.74 | -21.19     |
| 1998 | 13842.17 | -9.28      |
| 1999 | 18934.34 | 36.79      |
| 2000 | 13785.69 | -27.19     |
| 2001 | 10542.62 | -23.52     |
| 2002 | 8578.95  | -18.63     |
| 2003 | 10676.64 | 24.45      |
| 2004 | 11488.76 | 7.61       |
| 2005 | 16111.43 | 40.24      |
| 2006 | 17225.83 | 6.92       |
| 2007 | 15307.78 | -11.13     |
| 2008 | 8859.56  | -42.12     |
| 2009 | 10546.44 | 19.04      |
| 2010 | 10228.92 | -3.01      |
| 2011 | 8455.35  | -17.24     |
| 2012 | 10395.18 | 22.94      |
| 2013 | 16291.31 | 56.72      |
| 2014 | 17450.77 | 7.12       |
| 2015 | 19033.71 | 9.07       |
| 2016 | 19114.40 | 0.24       |
| 2017 | 22764.94 | 19.10      |
| 2018 | 20014.77 | -12.08     |
| 2019 | 23656.62 | 18.20      |
| 2020 | 27444.17 | 16.01      |
| 2021 | 28791.71 | 4.91       |
| 2022 | 26094.50 | -9.37      |
| 2023 | 33464.17 | 28.24      |
| 2024 | 39894.54 | 19.21      |

## 관련 통계
|                  | 날짜            | 주가     |
| 역대 장중 최고치 | 2024년 7월 11일 | 42426.77 |
| 역대 종가 최고치 | 2024년 7월 11일 | 42224.02 |

하루 최대 상승률
| 순위 | 날짜             | 전일 종가 | 당일 종가 | 상승률             |
| 1    | 2008년 10월 14일 | 8276.43   | 9447.57   | +14.15% (+1171.14) |
| 2    | 1990년 10월 2일  | 20221.86  | 22898.41  | +13.24% (+2676.55) |
| 3    | 1949년 12월 15일 | 98.50     | 109.62    | +11.29% (+11.12)   |
| 4    | 2024년 8월 6일   | 31458.42  | 34675.46  | +10.23% (+3217.04) |
| 5    | 2008년 10월 30일 | 8211.90   | 9029.76   | +9.96% (+817.86)   |
| 6    | 1987년 10월 21일 | 21910.08  | 23947.40  | +9.30% (+2037.32)  |
| 7    | 2025년 4월 10일  | 31714.03  | 34609.00  | +9.13% (+2894.97)  |
| 8    | 2020년 3월 25일  | 18092.35  | 19546.63  | +8.04% (+1454.28)  |
| 9    | 1997년 11월 17일 | 15082.52  | 16283.32  | +7.96% (+1200.80)  |
| 10   | 1994년 1월 31일  | 18757.88  | 20229.12  | +7.84% (+1471.24)  |

하루 최대 하락률
| 순위 | 날짜             | 전일 종가 | 당일 종가 | 하락률             |
| 1    | 1987년 10월 20일 | 25746.56  | 21910.08  | -14.90% (-3836.48) |
| 2    | 2024년 8월 5일   | 35909.70  | 31458.42  | -12.40% (-4451.28) |
| 3    | 2008년 10월 16일 | 9547.47   | 8458.45   | -11.41% (-1089.02) |
| 4    | 2011년 3월 15일  | 9620.49   | 8605.15   | -10.55% (-1015.34) |
| 5    | 1953년 3월 5일   | 378.24    | 340.41    | -10.00% (-37.83)   |
| 6    | 2008년 10월 10일 | 9157.49   | 8276.43   | -9.62% (-881.06)   |
| 7    | 2008년 10월 24일 | 8460.98   | 7649.08   | -9.60% (-811.90)   |
| 8    | 2008년 10월 8일  | 10115.90  | 9203.32   | -9.38% (-912.58)   |
| 9    | 1970년 4월 30일  | 2315.43   | 2114.32   | -8.69% (-201.11)   |
| 10   | 2016년 6월 24일  | 16238.35  | 14952.02  | -7.92% (-1286.33)  |

|                  | 날짜           | 전일 종가 | 종가     | 순 변화            |
| 하루 최대 상승폭 | 2024년 8월 6일 | 31458.42  | 34675.46 | +3217.04 (+10.23%) |
| 하루 최대 하락폭 | 2024년 8월 5일 | 35909.70  | 31458.42 | -4451.28 (-12.40%) |